# Цитович Петро Павлович
Цитович Петро Павлович (19

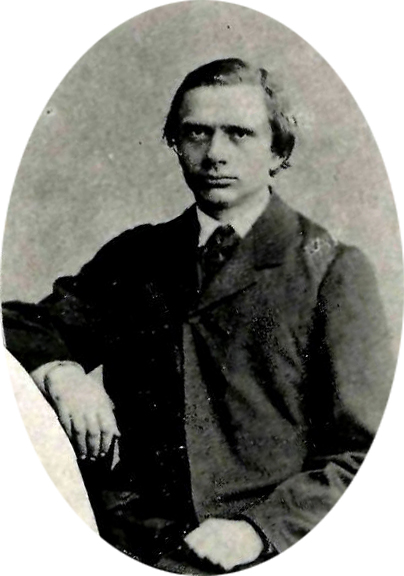

(07).10.1843, за ін. даними, 1844 — 01.11(19.10).1913) — правознавець, публіцист. Доктор цивільного права (1873), професор (1873).
Народився в Чернігівській губернії. 1866 закінчив юридичний факультет Харківського університету та був залишений у ньому професорським стипендіатом кафедри цивільного права. У лютому
1870 захистив магістерську дисертацію на тему: "Вихідні моменти в історії російського права спадкування ". Потім перебував у закордонному науковому відрядженні, під час якого в січні 1871 затверджений штатним доцентом кафедри цивільного права Харківського університету. Після повернення у квітні 1873 захистив докторську дисертацію за монографією «Гроші в галузі цивільного права». У травні 1873 обраний доцентом, а в жовтні 1873 — екстраординарним професором кафедри цивільного права Новоросійського університету в Одесі. Викладав курси
торговельного і вексельного права, у січні 1874 обраний ординарним
професором і став читати курс цивільного права.

Із 1880 — на службі у Правительствуючому Сенаті.

1881—83 перебував у науковому відрядженні за кордоном (Німеччина). 1884 став ординарним професором кафедри торговельного права Київського університету, а згодом був переведений на кафедру цивільного права з додатковим дорученням читати лекції з торговельного права.

1894, у зв'язку з призначенням членом ради міністра фінансів Російської імперії, переїхав до Санкт-Петербурга. Одночасно
(із вересня 1890) працював у Петербурзькому університеті на кафедрі торговельного права: завідувач, від серпня 1903 — заслужений професор.

У квітні 1911 призначений сенатором. Брав участь у підготовці Вексельного статуту та кількох законопроєктів.

Досліджував проблеми цивільного права, питання торговельного і
вексельного права. Основні праці:
- «Лекції з торговельного права, що читаються в Новоросійському університеті» (вип. 1—2, 1873—74),
- «Курс російського цивільного права, т. 1: Загальна частина. Вчення про джерела права» (1878),
- «Нарис основних понять торговельного права» (1886),
- «Курс вексельного права», «Зобов'язання: конспект лекцій з російського цивільного права» (обидві — 1887),
- «Морське торговельне право» (1889),
- «Підручник торговельного права» (1891),
- Цитович П.П. Русское гражданское право. Общая часть. Конспект лекций. — К.: Типография И. И. Чоколова, 1894. — 80 с.[1]
- «Нариси з теорії торговельного права» (1901—02).

Помер у м. С.-Петербург.